# عباس حلبي
عباس سليم حلبي (1948 في بيروت - ) سياسي لبناني يشغل منصب وزير التربية والتعليم العالي في حكومة نجيب ميقاتي منذ سبتمبر 2021.

## نُبذة
عباس سليم من رأس المتن في قضاء بعبدا، ولد في العاصمة اللبنانية بيروت عام 1948، وهو حاصل على شهادة الحقوق في القانون اللبناني وفي القانون الفرنسي من جامعة القديس يوسف في بيروت، وعلـى دبلوم مـن المعهـد الجامعي الأوروبي فـي نانسي فرنسا، وعلى شهادة في القانون المقارن III me Cycle من المعهد الدولي للقانون المقارن وعلى دبلوم دراسات عليا في القانون الخاص من جامعة باريس العاشرة نانتير.